# El sekuestro
 El sekuestro es una película de Argentina en colores  dirigida por Eduardo Montes Bradley según su propio guion que se estrenó el 24 de abril de 1997 y que tuvo como principales intérpretes a Sandra Ballesteros, Rodolfo Ranni, Luis Fernández y Adam Black.
Fue filmada en Miami y considerada “no apta para el público argentino” por el Instituto Nacional de Cine y Artes Audiovisuales, lo que le impedía pedirle un subsidio a la entidad.

## Sinopsis
Farsa del secuestro de un industrial italiano por parte de integrantes de una organización guerrillera en la república bananera de Río Hondo.

## Reparto
- Sandra Ballesteros  …Carmencita
- Rodolfo Ranni  …Presidente
- Luis Fernández …Luis
- Adam Black  …Mario
- Martín De León  …Fotógrafo
- Daniel Faraldo  …Palomo
- Fernando Fiore  …Locutor
- Tobias Meinecke  …Bruno
- Alex Pertile  …Teresa
- Lázaro Pérez  …Renato
- José Ramón Rosario  …Ordóñez
- Alejo Rozas
- Gustavo Rozel
- Juan Manuel Rozel
- Horacio Segal  …Almacenero
- Rodolfo Sourigues  …Ringuentrooper
- Jorge Álvarez …Cantinero

## Comentarios
Guillermo Ravaschino opinó:

” …con cierta orfandad técnica y expresiva en lo que a cine se refiere. ¿El que un tercio de lo que se dice quede en el camino por fallas de sonido forma parte de la mística latina? ¿El más flojo efecto de "noche americana" (que exige filmar con filtro azul a pleno sol para simular la noche, mientras que aquí lo hicieron bajo cielo nublado) hace al folklore de la región? ¿Que todos los personajes hablen y deambulen como imbéciles sin haber ingerido droga alguna es un dato de estas pampas?... ¿Homenaje o burla a la guerrilla setentista?... la película…gira en el vacío de sus chistes viejos (todos verbales, ninguno visual), de sus cocoliches (entre todos los actores, que provienen de múltiples países), de su cambalache, con policías de melena y uniforme y parejas que consuman coitos sin desabrocharse pantalones ni bajarse las bombachas.

Alejandro Ricagno  en El Amante del Cine  escribió:

«¿Es una sátira político-kitsch? ¿Es una autoparodia? ¿Es una película por el solo hecho de estar perpetrada en celuloide?.»

Adrián C. Martínez en La Nación opinó:

«Muy débil realización y anécdota, mechada de lugares comunes y de permanente monotonía.»

Manrupe y Portela escriben:

«Broma pesada y aburrida.»